# تحقیقات دادستان ویژه در ایالات متحده (۲۰۱۷–۲۰۱۹)
تحقیقات دادستان ویژه در ایالات متحده ۲۰۱۷–۲۰۱۹ تحقیقات مأمورین اجرای قانون و ضداطلاعات ایالات متحده در خصوص تلاش‌های دولت روسیه برای مداخله در انتخابات ریاست جمهوری ۲۰۱۶ آمریکا بود. بر اساس جواز شروع این تحقیقات که در ۱۷ مه ۲۰۱۷ به امضای راد روزنستاین قایم مقام دادستان کل آمریکا رسید، حوزه تحقیقات اتهامات مبنی بر ارتباطات یا هماهنگی‌ها بین کمپین ریاست جمهوری دونالد ترامپ و دولت روسیه و نیز «هر مسئله ای که در نتیجه تحقیقات پدیدار شده یا ممکن است بشود» بود. حوزه تحقیقات همچنین شامل موارد احتمالی اخلال در اجرای عدالت از سوی ترامپ و دیگران بود. این تحقیقات از سوی دفتر بازرس ویژه وزارت دادگستری به ریاست رابرت مالر، از جمهوریخواهان و اداره کننده سابق اف‌بی‌آی انجام شد.
بعد از روی کار آمدن دولت دونالد ترامپ در نتیجه انتخابات ریاست‌جمهوری آمریکا در سال ۲۰۱۶، گمانه‌زنی‌های زیادی دربارهٔ ارتباط کشورهای خارجی به خصوص روسیه، و سپس عربستان سعودی و امارات متحده عربی و اسرائیل با کمپین ریاست‌جمهوری دونالد ترامپ برای اثرگذاری بر نتیجه انتخابات مطرح گردید. در این راستا، تحقیقات دادستان ویژه برای بررسی دقیق این مداخلات از تاریخ ۱۷ می ۲۰۱۷ توسط اداره دادستانی ویژه وزارت دادگستری ایالات متحده آمریکا با ریاست رابرت مولر، رئیس سابق اف‌بی‌آی آغاز شد. راد روزنستاین قائم‌مقام دادستان کل دستور بررسی «هر گونه رابطه یا هماهنگی میانی دولت روسیه و افراد دخیل در کمپین انتخاباتی دونالد ترامپ، و نیز هر موضوع دیگری که ممکن است در نتیجه تحقیقات آشکار شود» را صادر کرد.
این تحقیقات منجر به چندین مورد اعلام جرم و حداقل هشت مورد محکومیت شد و احتمال استیضاح دونالد ترامپ را در صورت پیروزی دموکرات‌ها در انتخابات میان‌دوره‌ای کنگره افزایش داد. دونالد ترامپ همواره تبانی با روسیه را تکذیب و این اتهام را جعلی و رد گم‌کنی خطاب کرده‌است.
دفتر مشاوران ویژه تحقیقات خود را انجام داد و گزارش نهایی را به ویلیام بار، دادستان کل، در روز جمعه، ۲۲ مارس ۲۰۱۹ ارائه داد. در روز ۲۴ مارس، ویلیام بار، دادستان کل، یک نامه چهار صفحه‌ای را برای کنگره فرستاد. بار اعلام کرد که در خصوص مسئله مداخله روسیه در انتخابات مولر به این نتیجه نرسید که که ترامپ یا هیچ‌یک از افراد مرتبط با آن با روسیه در تلاش‌های آن برای مداخله در انتخابات ریاست جمهوری آمریکا توطئه یا هماهنگی کرده. به هر روی نامه دو شیوه را روسیه سعی کرد از آن طریق به نفع ترامپ در انتخابات مداخله کند را شرح داد. در خصوص مسئله اخلال در اجرای عدالت بار گفت بازرس ویژه به نتیجه‌گیری ای نرسید و گفت «با این که این گزارش به این نتیجه نرسیده که رئیس‌جمهور مرتکب جرمی شده، اور ا مبری نیز نمی‌کند.» بار در ادامه گفت که این گزارش «هیچ اقدامی به باور (او و روزنستاین)» شناسایی نکرده که «مشمول کردار اخلال گرانه باشد و در پیوند با یک اقدام در حال جریان و با نیت شریرانه» انجام گرفته باشد.

## موضوعات مورد بررسی
مهم‌ترین موضوع مورد بررسی توسط مولر، ارتباط کمپین انتخاباتی ترامپ با روسیه و افراد وابسته به آن بوده‌است. روسیه از طریق نفوذ در سرورهای کمیته ملی دموکرات و هک کردن جی‌میل افراد نزدیک به هیلاری کلینتون و نیز با استفاده از شبکه‌های اجتماعی برای اثرگذاری بر نتیجه انتخابات تلاش کرده‌است.

### مداخلات سایر کشورها
این تحقیقات برگزاری جلسات متعدد بین نمایندگان عربستان سعودی، با افراد نزدیک به ترامپ نظیر اریک ترامپ برای پیروزی او در انتخابات نشان داده‌است. جلسات افرادی از عربستان سعودی (نظیر ژنرال احمد عسیری) پس از پیروزی ترامپ نیز، در راستای تضعیف و در نهایت براندازی دولت جمهوری اسلامی از مسیر اقتصادی، اطلاعاتی و نظامی ادامه داشته‌است.